# Montezuma, Iowa
Montezuma är administrativ huvudort i Poweshiek County i Iowa. Orten har fått sitt namn efter aztekernas härskare Moctezuma II. Vid 2010 års folkräkning hade Montezuma 1 462 invånare.